# Habitat Demonstration Unit
Habitat Demonstration Unit — модуль предназначенный для изучения долговременного пребывания людей на Марсе.

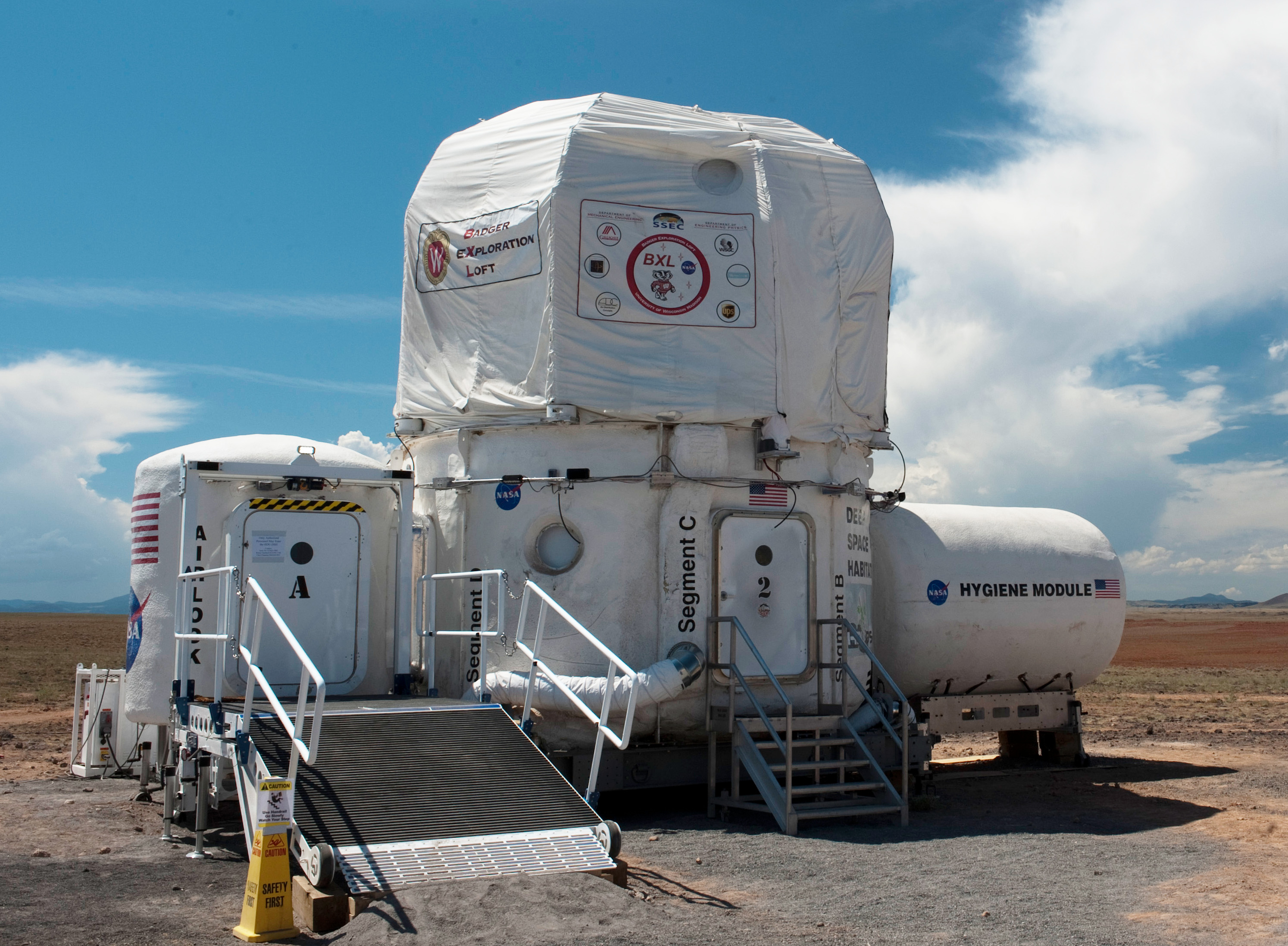
Проект модуля Deep Space Habitat в пустыне

Данный модуль построен агентством НАСА по проекту, который был разработан студентами из Университета Висконсина.

## Назначение
Космический модуль находится в пустыне Аризоны для тестирования и называется Habitat Demonstration Unit (HDU). Модуль должен выполнять функции защиты астронавтов от космических лучей и радиации, солнечных вспышек и неизвестных микроорганизмов. А также быть максимально удобными для обитания в нем на протяжении долгого периода.

## Конструкция
- Основной модуль цилиндрической формы с куполообразной крышей
- Гигиенический отсек (расположены туалет и душевая)
- Атмосферный шлюз

Для передвижения астронавтов вне модуля планируется использование Small Pressurized Rover.